# XXXIII edició dels Premis Ariel
La XXXIII edició dels Premis Ariel, organitzada per l'Acadèmia Mexicana d'Arts i Ciències Cinematogràfiques (AMACC), es va celebrar el 1991 a Ciutat de Mèxic per celebrar el millor del cinema durant l'any anterior. Durant la cerimònia, l’AMACC va lliurar el premi Ariel a 22 categories en honor de les pel·lícules estrenades el 1990.

## Premis i nominacions
Nota: Els guanyadors estan llistats primer i destacats en negreta. ⭐
| Millor pel·lícula - Rojo amanecer ⭐ - Pueblo de madera | Millor direcció - Jorge Fons – Rojo amanecer ⭐ - Juan Antonio de la Riva – Pueblo de madera |
| Millor actor - Héctor Bonilla – Rojo amanecer ⭐ | Millor actriu - María Rojo – Rojo amanecer ⭐ - Gabriela Roel – Pueblo de madera |
| Millor coactuació masculina - Jorge Fegán – Rojo amanecer ⭐ - Roberto "Flaco" Guzmán – Jóvenes delincuentes - Ignacio Guadalupe – Pueblo de madera                           | Millor coactuació femenina - Claudia Fernández – Por tu maldito amor ⭐ - Angélica Aragón – Pueblo de madera                                                                                                 |
| Millor actor de repartiment - Fernando Rubio – La leyenda de una máscara ⭐ - José Rodríguez López – Pueblo de madera - Román Valenzuela – Pueblo de madera                   | Millor actriu de repartiment - Mercedes Olea – Jóvenes delincuentes ⭐ - Josefina Echanove – Por tu maldito amor ⭐                                                                                          |
| Millor argument original - Guadalupe Ortega, Xavier Robles – Rojo amanecer ⭐                                                                                                 | Millor guió adaptat - Guadalupe Ortega, Xavier Robles – Rojo amanecer ⭐ - Juan Antonio de la Riva, Francisco Sánchez – Pueblo de madera                                                                     |
| Millor fotografia - Henner Hoffman – La leyenda de una máscara ⭐ - Guillermo Navarro – Cabeza de Vaca - Leoncio Villarias – Pueblo de madera                                 | Millor edició - Sigfrido García – Rojo amanecer ⭐ - Oscar Figueroa Jara – Pueblo de madera |
| Millor escenografia - Guillermo de la Riva – Pueblo de madera ⭐ - Helmut Greisser– Rojo amanecer                                                                             | Millor banda sonora - Eduardo Roel, Karen Roel – Rojo amanecer ⭐ - Mario Lavista – Cabeza de Vaca - Antonio Avitia – Pueblo de madera'                                                                      |
| Millor ambientació - Alfonso Morales, Patricia Eguia – La leyenda de una máscara ⭐ - José Luis Aguilar, Tolita Figueroa– Cabeza de Vaca - José Luis Garduño – Rojo amanecer  | Millor opera prima - José Buil – La leyenda de una máscara ⭐ - Nicolás Echevarría – 'Cabeza de Vaca |
| Millor documental - No concedit | Millor actuació infantil - Anahí Puente – Había una vez una estrella ⭐ |
| Millor curtmetratge de ficció - Sergio Muñoz Güemes – La última luna ⭐ - Juan Santiago Huerta – Amanecer en Disneylandia - Lorenzo Hagerman, Jorge Villalobos – Cabeza hueca | Millor curtmetratge documental - Aurelio de los Reyes – Y el cine llegó (1900-1904) ⭐ - Eduardo Patiño – 30 años de la Filmoteca de la UNAM - Ana Rebuelta – Confidencias de un cineasta, Alejandro Galindo |
| Reconeixement especial - Gonzalo Gavira ⭐ - Víctor Manuel Mendoza ⭐ | Millor migmetratge documental - Guita Schyfter – Xochimilco, historia de un paisaje ⭐ |
| Medalla d'or especial - Diana Bracho ⭐ | Medalla Salvador Toscano - Alejandro Galindo ⭐ |